# Desire
 Desire és una pel·lícula estatunidenca de Frank Borzage estrenada el 1936.

## Argument
Madeleine de Beaupré, bella lladre internacional, aconsegueix robar a França un collaret de perles fabulós i fuig cap a Espanya. A la carretera, es creua amb un enginyer de Detroit de vacances, Tom Bradley, i el troba una mica més enllà, en passar la frontera. Tement ser escorcollada, esmuny el collaret a la butxaca de l'ingenu turista. Després d'haver passat tots dos sense problemes a Espanya, Madeleine intenta conquistar Tom per tal de recuperar el seu botí, fingint una avaria del cotxe…

## Repartiment
- Marlene Dietrich: Madeleine de Beaupré
- Gary Cooper: Tom Bradley
- John Halliday: Carlos Margoli
- William Frawley: M.. Gibson
- Ernest Cossart: Aristide Duvalle
- Akim Tamiroff: Avilia
- Alan Mowbray: Dr. Maurice Pauquet
- Zeffie Tilbury: Tia Olga

## Al voltant de la pel·lícula
- És la primera pel·lícula estatunidenca de Marlene Dietrich. Retroba un to fresc i alegre després de set pel·lícules sufocants del seu mentor Josef von Sternberg
- El director es burla de les regles de la censura de Hollywood. Després d'un petó insistent, trobem els dos amants, al matí, és clar cadascun al seu llit i a la seva cambra, però el desordre dels llençols i l'estat d'esgotament dels dos protagonistes ens fa suposar que la nit ha estat boja.